# Đường hầm tàu thủy Stad

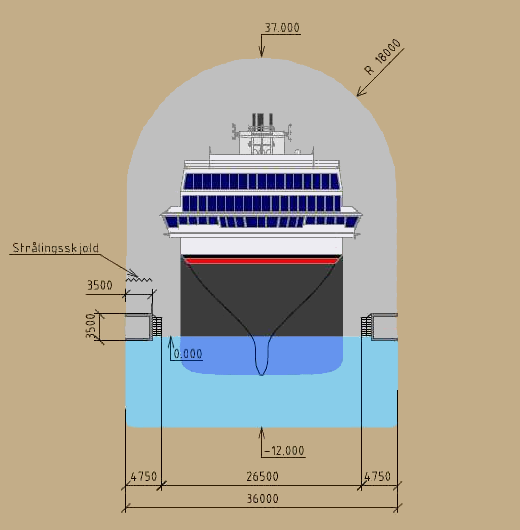
Hồ sơ của đường hầm từ báo cáo năm 2007

Đường hầm tàu thủy Stad (tiếng Na Uy: Stad skipstunnel) là một con kênh và đường hầm được quy hoạch đi xuyên qua bán đảo Stad ở Khu đô thị tự quản Stad thuộc hạt Vestland, Na Uy. Bán đảo là một trong những khu vực tiếp xúc nhiều nhất trên bờ biển, không có bất kỳ hòn đảo nào bên ngoài để bảo vệ nó khỏi thời tiết. Theo truyền thống, đoạn này là một trong những đoạn nguy hiểm nhất dọc theo bờ biển Na Uy. Nếu được xây dựng, nó sẽ là đường hầm tàu cỡ lớn đầu tiên trên thế giới. [

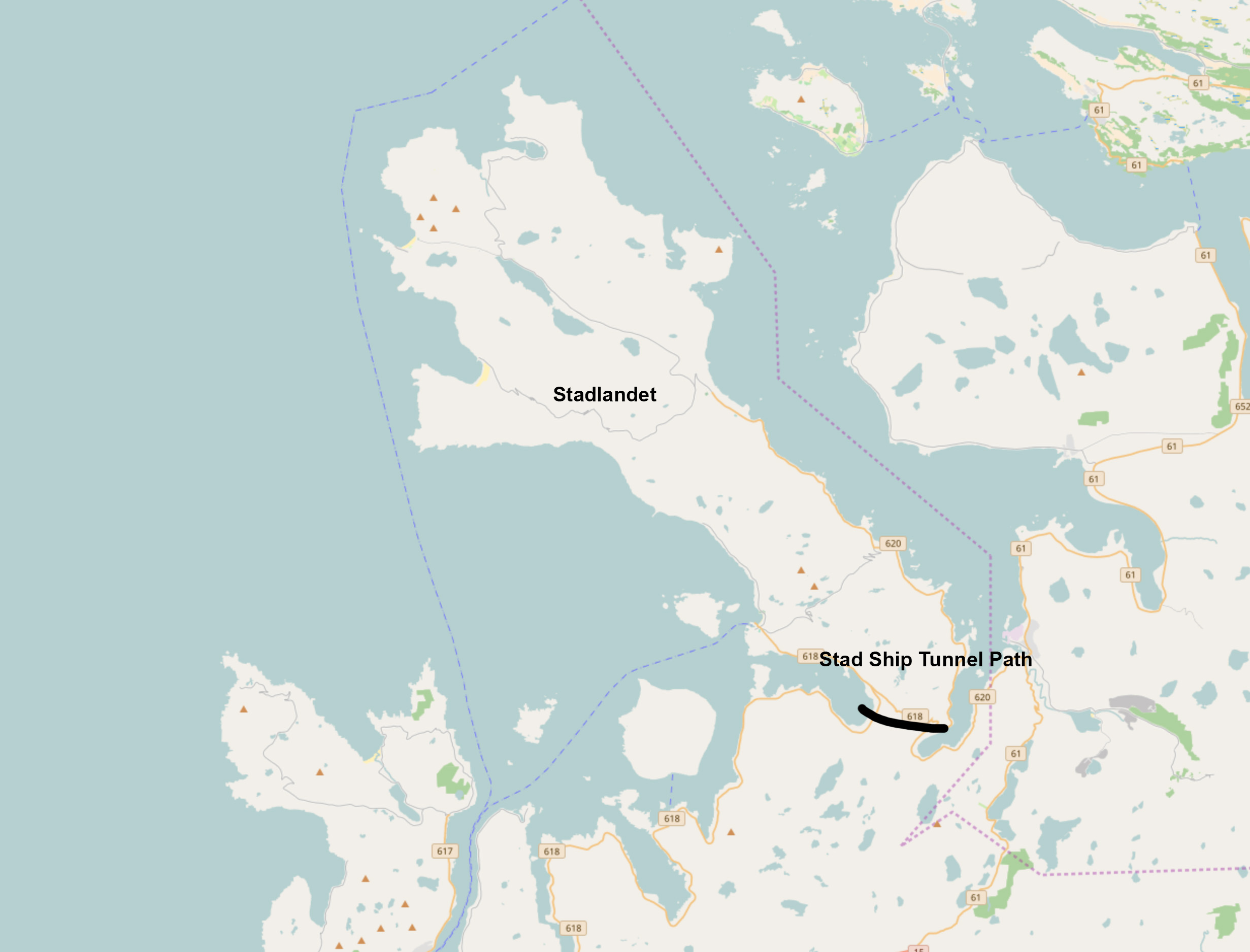
Sơ đồ tuyến đường hầm theo quy hoạch

Vùng biển xung quanh, được gọi là Biển Stadhavet, là phần lộng gió nhất của đường bờ biển quốc gia và có bão vào khoảng 100 ngày trong năm, dẫn đến việc tàu bè thường phải đợi nhiều ngày để đi qua. Các dòng chảy, được tạo ra bởi khu vực đánh dấu điểm gặp nhau của Biển Bắc và Biển Na Uy càng làm phức tạp thêm hàng hải: Kể từ khi Thế chiến thứ hai kết thúc, 33 người chết đã xảy ra trong các vụ tai nạn hàng hải ở Biển Stadhavet.  Địa điểm chính thức của Visit Na Uy đã tuyên bố người Viking sẽ kéo thuyền của họ qua bán đảo để tránh băng qua vùng biển nguy hiểm.

## Lịch sử
Năm 2013, đường hầm lần đầu tiên được đưa vào Quy hoạch giao thông quốc gia.
Vào năm 2021, Cơ quan quản lý ven biển Na Uy đã nhận được sự cho phép của Bộ Giao thông vận tải Na Uy để bắt đầu chuẩn bị cho việc xây dựng Đường hầm tàu thủy.